# Charles Zwolsman
Charles Zwolsman, né le 15 juin 1979 à Amsterdam, est un pilote automobile néerlandais. 

## Carrière automobile
- 1999 : Formule Ford Allemagne, 6e (1 victoire)
- 2000 : Championnat d'Europe de Formule Renault, 2e
  - Championnat de France de Formule Renault France, 5e (1 victoire)
- 2001 : Championnat d'Europe de Formule Renault, 8e
  - Championnat d'Allemagne de Formule Renault, 3e (2 victoires)
- 2002 : Championnat d'Allemagne de Formule Renault, 15e
- 2003 : Formule 3 Euroseries, 19e
- 2004 : Formule 3 Euroseries, 16e
- 2005 : Champ Car Atlantic Championship, 1er (3 victoires)
- 2006 : Champ Car, 13e